# Georges Doutrepont
Georges Doutrepont (Herve, 17 oktober 1868 - Leuven, 26 mei 1941) was een Belgisch taalkundige en Waals militant.

## Biografie
Georges Doutrepont behaalde in 1890 het diploma van geaggregeerde voor de Franse filologie aan de Université de Liège. Hij studeerde van 1890 tot 1891 Frans aan de Martin-Luther-Universität Halle-Wittemberg in Duitsland en van 1891 tot 1893 aan de Universiteit van Fribourg in Zwitserland. In 1893 werd hij hoogleraar aan de Katholieke Universiteit Leuven, waar hij tot 1938 doceerde. Hij richtte er met Alphonse Bayot de afdeling Romaanse filologie op, evenals de Cercle d'études wallonnes.
Zijn interesse ging uit naar de Franse literatuur in Wallonië ten tijde van de hertogen van Bourgondië. Hij schreef een uitgebreide studie over Jean Lemaire de Belges. In 1921 werd hij lid van de Académie royale de langue et de littérature françaises de Belgique.
Doutrepont doceerde aan verschillende andere Europese universiteiten: de University of Oxford, in Londen, de Université de Bourgogne in Dijon en het Collège de France in Parijs in 1914, de École pratique des hautes études in Parijs van 1915 tot 1918, de Université de Bordeaux in 1929, de Université de Rennes in 1930 en de Université de Montpellier in 1934. Aan deze laatste ontving hij een eredoctoraat. Hij doceerde tevens in Belgisch-Congo.
Hij was laureaat van de Académie française in 1929 (prix Narcisse Michaut) en 1940 (prix Verrière) en van de Académie des inscriptions et belles-lettres in 1935 (prix Brodin) en 1938 (prix Saintour).